# IBM Halt
IBM Halt (рус. АйБиЭм Холт) — бывшая железнодорожная станция в Шотландии, на линии Инверклайд, была открыта 9 мая 1978 года, для того что бы обслуживать то, что в то время было процветающим заводом по производству компьютеров IBM. Как следует из названия, станция располагалась на территории крупного предприятия, ранее полностью принадлежавшего IBM, крупного работодателя в городе Гринок, пока завод не закрылся. До 16 мая 1983 года это была единственная станция с суффиксом «halt» (сейчас он есть у двух других, Coombe Junction и St Keyne Wishing Well на линии Looe Valley Line в Корнуолле). К 1974 году термин «halt» был удален из расписаний British Rail, указателей станций и других официальных документов. Возвращение термина произошло в 1978 году в связи с открытием IBM Halt и переименованием двух станций в Корнуолле в 2008 году.

## Приостановка обслуживания
Работа станции была приостановлена с 9 декабря 2018 года, а ScotRail сослалась на низкий уровень покровительства и антиобщественное поведение на соседнем заброшенном заводе IBM.
В то время, когда услуги были приостановлены, станция обслуживалась ежечасно на линии Инверклайд между Центральным Глазго и заливом Уэмисс. Несмотря на это, ежегодное покровительство резко сократилось с более чем 100 000 до примерно 500, когда службы были приостановлены.

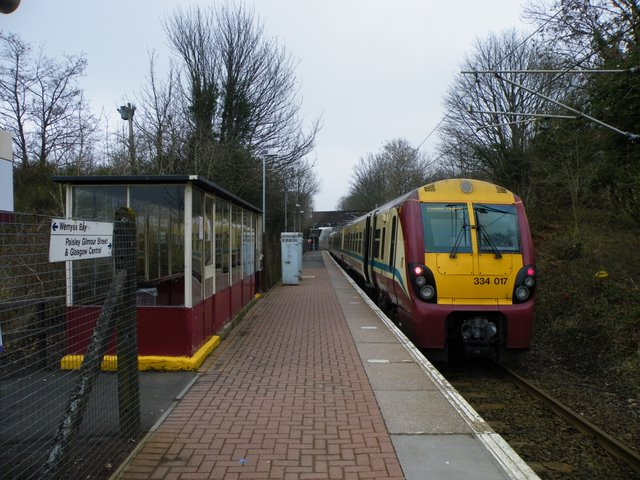
Поезд в старой ливрее стоит на станции.

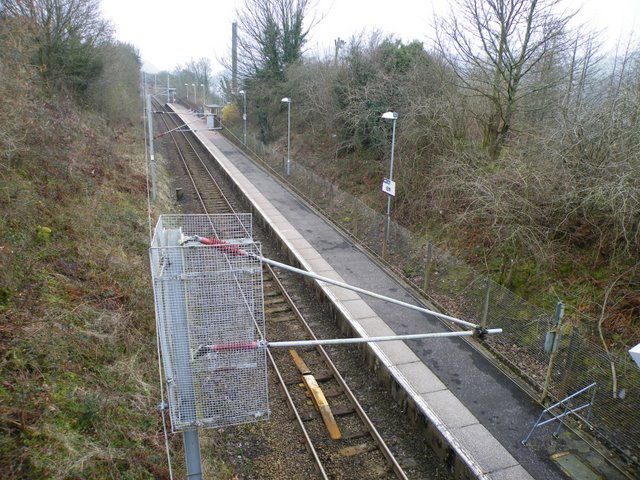
Платформа станции